# ناحیه وسترن، شهرستان هنری، ایلینوی
ناحیه وسترن (به انگلیسی: Western Township) یک منطقهٔ مسکونی در ایالات متحده آمریکا است که در شهرستان هنری، ایلینوی واقع شده‌است. ناحیه وسترن ۲۳۲ متر بالاتر از سطح دریا واقع شده‌است.